# Реализм (искусство)

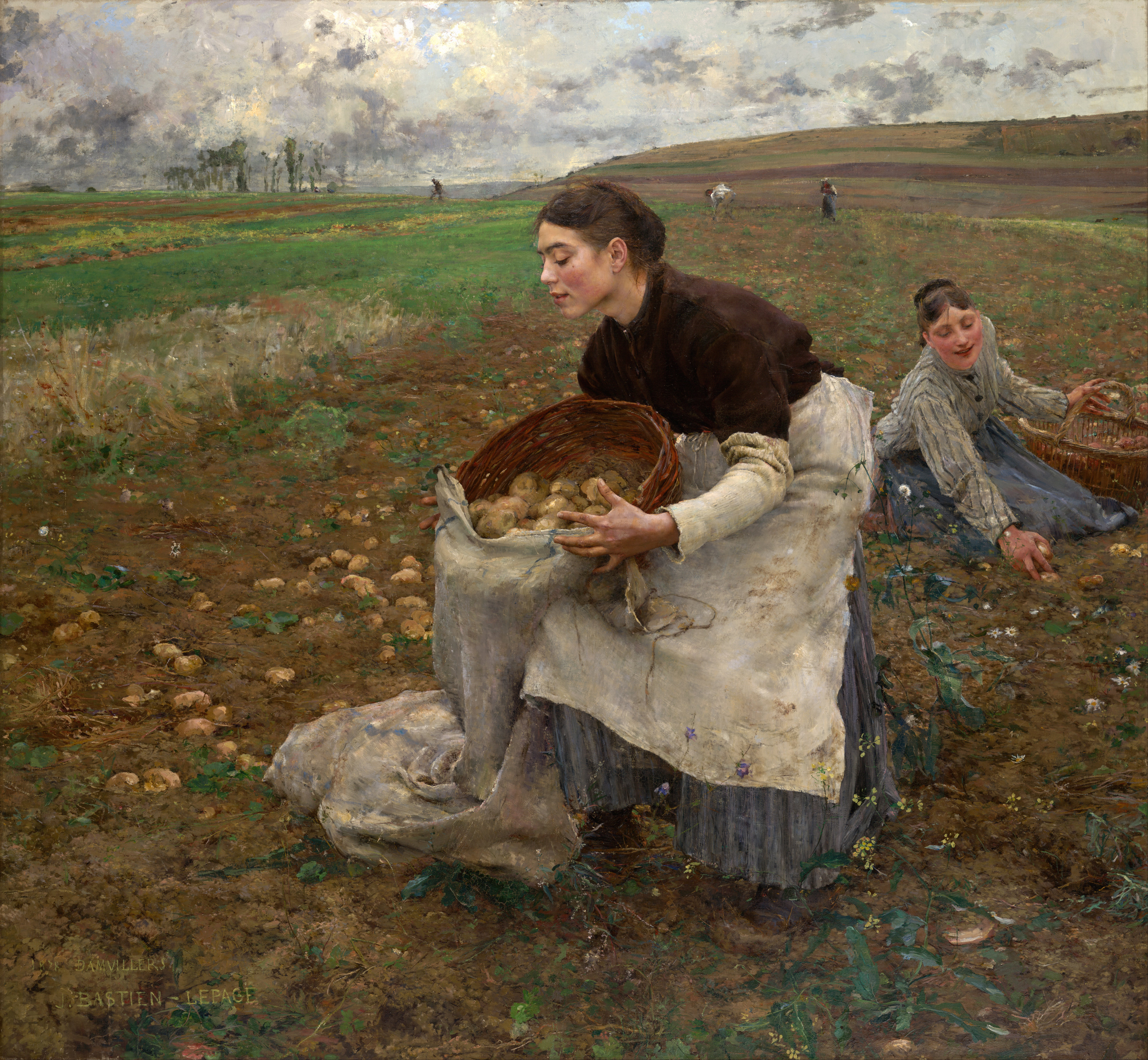
Жюль Бастьен-Лепаж «Октябрь. Сбор картофеля» (1878) Национальная галерея Виктории, Мельбурн

Реали́зм (от позднелат. reālis «действительный») — направление в искусстве, представители которого стремятся к наиболее полному и адекватному отражению действительности в её многообразии и типичных чертах.

## Общие сведения
Под реализмом в узком смысле слова понимают позитивизм как направление в изобразительном искусстве 2-й половины XIX века. Термин «реализм» впервые употребил французский литературный критик Ж. Шанфлёри в 50-х годах XIX века для обозначения искусства, противостоящего романтизму и академизму. Господство реализма следовало за эпохой романтизма и предшествовало символизму. Подобные утверждения, канонизированные в отечественном искусствоведении середины XX века, в постсоветское время были отвергнуты. Если в качестве основных историко-художественных направлений принимаются классицизм и романтизм, то реализм или символизм, согласно иерархии понятий, под такое определение не подходят. Русский философ В. П. Руднев выделил три основных значения термина: историко-философское (противостоявшее средневековому номинализму), психологическое (как установку сознания, принимающего первичную реальность и считающую сознание вторичным) и историко-культурное (как направление в искусстве, сторонники которого стремились как можно точнее изображать реальность). При этом следует различать понятия реальности и действительности (как частично осуществлённой реальности), а также различать понятия реализма и натурализма. В качестве примера Руднев упоминает творчество Ф. М. Достоевского, по отношению к которому термин «реализм» следует употреблять во втором значении, то есть в психологическом, но не в художественном.
Ещё одно затруднение заключается в субъективно-множественном толковании различий натурализма и реализма. «Как можно утверждать, писал далее Руднев, — что какое-то художественное направление более близко, чем другие, отображает реальность, если мы, по сути, не знаем, что такое реальность?» «Я так вижу, — говорит художник-абстракционист, и возразить ему нечего…»

## Реализм в живописи

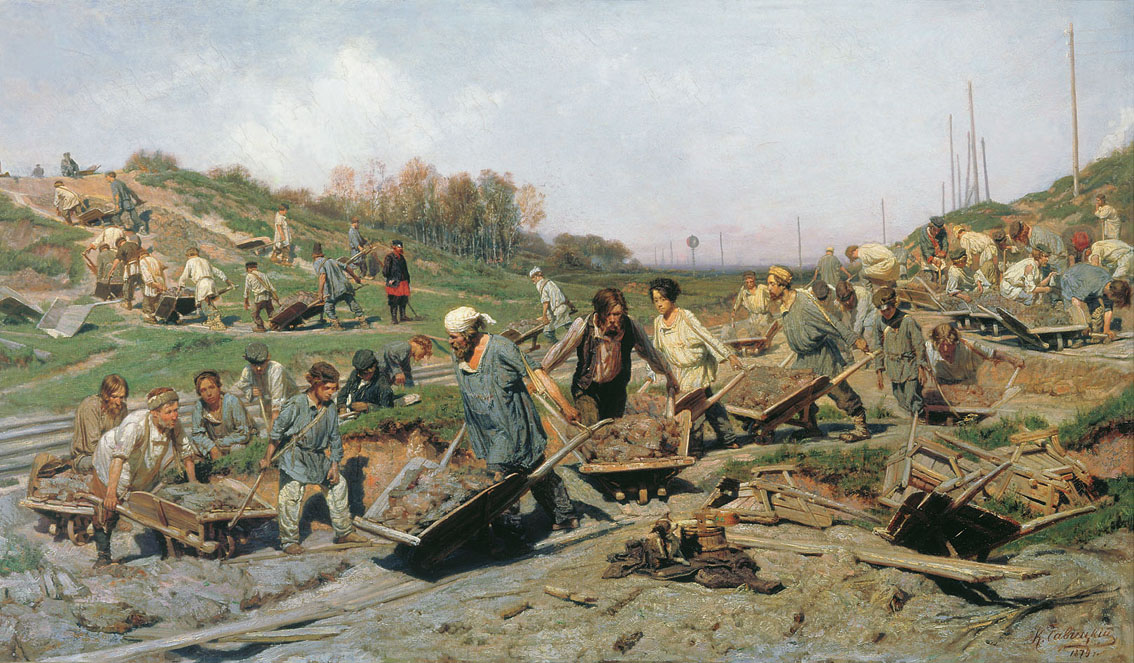
Константин Аполлонович Савицкий «Ремонтные работы на железной дороге» (1874)

Появление термина «реализм» в живописи обычно связывают с творчеством французского художника Гюстава Курбе (1819—1877), открывшего в 1855 году в Париже свою персональную выставку в специально созданном «Павильоне реализма», хотя и до него в реалистической манере работали художники барбизонской школы (Теодор Руссо, Жан-Франсуа Милле, Жюль Бретон). В 1870-е годы реализм разделился на два основных направления — натурализм в академическом искусстве и импрессионизм, представители которого вначале сами себя именовали натуралистами.
В искусстве рубежа XIX—XX веков, например в живописи Италии, реалистическую позицию занимали Джоаккино Тома, Антонио Ротта, Джузеппе Пеллицца да Вольпедо, Ренато Гуттузо, Джакомо Манцу. В Милане в 1950—1960-х годах группа молодых художников дала жизнь тенденции экзистенциального реализма, нарушающего привычные идеологические нормы. Таково, к примеру, творчество Марио Барди.

## Реализм в литературе
В любом литературном произведении различают два основных семантических уровня: объективный — воспроизведение явлений, данных помимо воли художника, и субъективный — нечто, вложенное в произведение самим художником. С этим различием связаны два основных направления в литературе. Это «объективный реализм», ставящий задачу максимально точного воспроизведения действительности, и «идеалистический реализм», видящий предназначение искусства в дополнении действительности чувствами и мыслями художника, поскольку они также представляют собой «мысленную реальность». В российской публицистике и литературной критике указанный смысл термина «реализм» впервые определил Д. И. Писарев. До этого момента термин «реализм» употреблялся, в частности А. И. Герценом, лишь в философском значении логического позитивизма, в качестве синонима понятия «материализм» (1846).

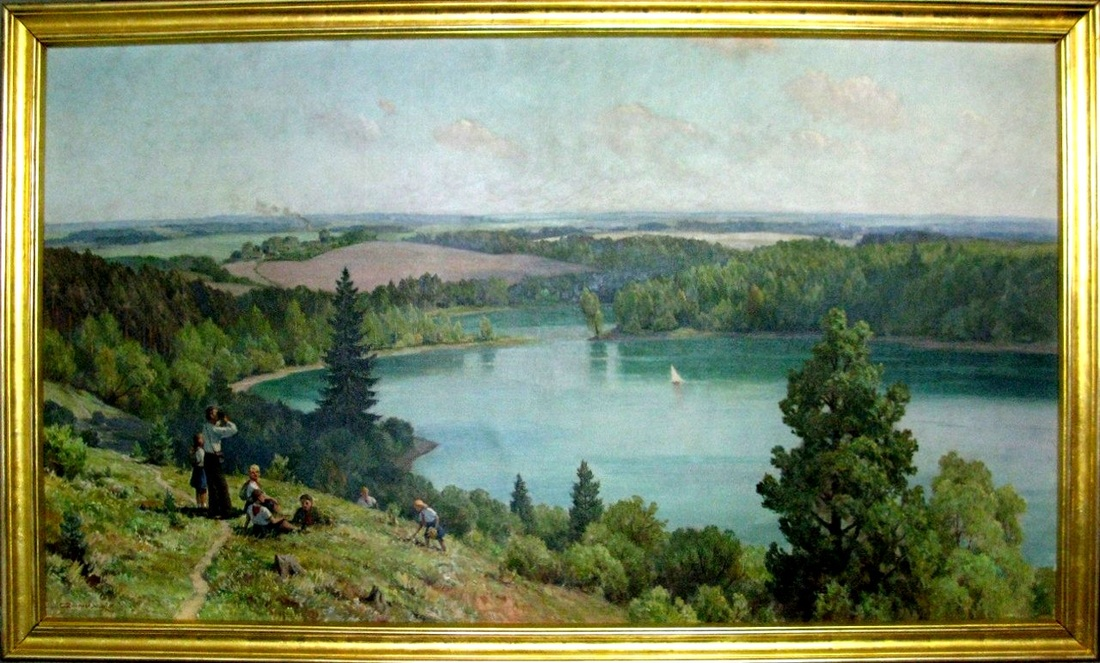
Чеслав Знамеровский. «Зелёные Озёра». 250 х 145 см, 1955

Однако со временем и эта концепция получила дальнейшее развитие, в том числе под влиянием теории лингвистической относительности и принципа дополненной реальности. Поэтому термин «реализм» имеет в литературе, как и в других видах искусства, относительное и противоречивое значение. Так, согласно В. П. Рудневу, литература отражает не действительность, а язык «средней языковой нормы». Следовательно, если читателю всё понятно и близко, это реализм. Если же писатель изобретает что-то новое и не всегда понятное читателю, это формализм или модернизм. «В этом смысле, — писал Руднев, — никоим образом нельзя назвать реалистами Пушкина, Лермонтова, Гоголя, Толстого, Достоевского и Чехова, которые не подчинялись средней языковой норме, а, скорее, формировали новую. Даже роман Н. Г. Чернышевского нельзя назвать реалистическим, скорее это авангардное искусство».

## Реализм в театре
Реализм в театре, как реалистическая драма, представляет собой промежуточный жанр, граничащий и с трагедией, и с комедией, в котором конфликт обычно не доводится до трагического конца. Его существенной чертой является острая актуальность, интерес к современности и злободневности. Стремление к точности изображения является настолько определяющим для реалистов, что даже при обращении к прошлому, они остаются столь же щепетильными к фактам, как при изображении типов и событий современной им жизни.

## Магический реализм
Магический реали́зм — это художественный метод, в котором магические элементы включены в реалистическую картину мира. В современном значении этот термин скорее описательный, чем точный. Первоначально термин «магический реализм» использовался немецким критиком Францем Рохом для описания «новой вещественности» — жанра живописи.
Основами латиноамериканского магического реализма являются литература, верования, мышление доколумбовых индейских цивилизаций, таких как: ацтеки, майя, чибча, инки. Уже в произведениях, имеющих индейские корни, написанных индейцами или испанскими и португальскими писателями — историками, священниками, солдатами, сразу после конкисты, встречаются все составляющие чудесной реальности.
Магический реализм — это стиль изобразительного искусства, который использует реализм в сочетании с некоторой кажущейся аберрацией зрения художника при изображении повседневных сюжетов. В живописи этот термин иногда взаимозаменяем с постэкспрессионизмом. В 1925 году критик Франц Рох использовал этот термин для описания картины, которая положила начало возвращения к реализму после экстравагантности экспрессионистов, которые изменяли внешний вид объектов для проявления их внутренней сущности.
Термин «магический реализм» применительно к литературе впервые был предложен французским критиком Эдмоном Жалу в 1931 году. Вот что он писал: «Роль магического реализма состоит в отыскании в реальности того, что есть в ней странного, лирического и даже фантастического — тех элементов, благодаря которым повседневная жизнь становится доступной поэтическим, сюрреалистическим и даже символическим преображениям».
Хотя термин редко употребляется в теории кинематографии, многие фильмы следуют канонам магического реализма. В кино, как в остальных жанрах искусства, можно проследить связь магического реализма с экспрессионизмом.